# Typophyllum scissifolium
Typophyllum scissifolium är en insektsart som beskrevs av Walker, F. 1870. Typophyllum scissifolium ingår i släktet Typophyllum och familjen vårtbitare. Inga underarter finns listade i Catalogue of Life.